# Згорня Щавниця
Згорня Щавниця (словен. Zgornja Ščavnica) — поселення в общині Света Ана, Подравський регіон‎, Словенія.